# Константий Маронийски
Константий Маронийски (на гръцки: Κωνστάντιος Μαρωνείας) е гръцки духовник, митрополит на Цариградската патриаршия, герой от Гръцката война за независимост.

## Биография
Роден е около 1770 година в едно от мадемските села на Халкидика. Учи в Атон и в началото на 1800 г. се премества в Цариград. Там е ръкоположен във Фенер за презвитер на Вселенската патриаршия, а по-късно е издигнат в ранг на архимандрит. На 3 октомври 1810 година митрополит Неофит Маронийски подава оставка и на 10 октомври същата година Светият Синод на Вселенската патриаршия в Константинопол избира за нов Маронийски и Тасоски митрополит Константий.
Точно преди избухването на Гръцката революция в 1821 година е посветен във Филики Етерия и развива революционна дейност в Родопите, Макри и Самотраки. В края на април 1821 г. заедно с чета от жители на Марония и Макри заминава за Тасос. На Тасос в сътрудничество със старейшините на острова и етеристите, начело с хаджи Георгис Метаксас, организира бунт на острова срещу османската власт и след това тръгва по посока на Атон. На 23 март 1821 г. акостира на Атон заедно с доктор Евангелос Мексикос с кораба на еносеца хаджи Андонис Висвизис, глава на чета тракийци, дошли на помощ на Емануил Папас, от два месеца намиращ се в Есфигмен.
На 17 май 1821 година официално е обявена революцията в Македония на религиозна церемония, водена от Константий в Есфигмен. Тогава Константий тръгва с бойците на Папас през провлака на Атон към Йерисос и родната му Мадемохория. В битката при Йерисос гръцките революционери побеждава османските сили на Юсуф паша. Междувременно султан Махмуд II е изпратил сераскер Мехмед Байрам паша да потуши революцията в Южна Гърция и след разгрома на Юсуф бей му е заповядано от султана да се изправи срещу бунтовниците на Халкидика. Бунтовническите сили се разделят на две части. По-голямата част, начело с Папас заминава за Полигирос, докато Константий с по-малката блокира Рендина, за да се спре напредването на османските части от Мала Азия. В битката при Рендина на 15 юни Мехмед Байрам паша с 20 000 пехота и 3000 кавалерия разбива няколкостотинте гръцки революционери на Константий. След битката започват кланета в селата на Северна Халкидика.
В битката при Рендина Константий е сериозно ранен, но избягва плен и успява да избяга в Атон. Оттам продължава да комуникира с Папас и да координира движението на бунтовниците. В крайна сметка умира от раните си в края на октомври 1821 г. За нов митрополит на Марония и Тасос е избран Даниил. Когато на 15 декември 1821 г. Мехмед Емин паша (Абу Лобут) от Солун влиза в Света гора, поисква да се отвори гробницата на Константий, за да се убеди, че е мъртъв.